# 니시무라 아키히로 (축구인)
니시무라 아키히로(일본어: 西村 昭宏, 1958년 8월 8일 ~ )는 일본의 전 축구 선수이다.

## 국가대표팀 경력
그는 1980년 6월 18일 홍콩과의 경기에서 일본 국가대표팀에 데뷔했다. 1982년과 1986년 아시안 게임에도 출전했다. 그는 1988년까지 국제 A매치 통산 49경기에 출전, 2득점을 넣었다.

## 통계
| 일본 | 일본 | 일본 |
| 연도 | 출전 | 득점 |
| ---- | ---- | ---- |
| 1980 | 1    | 0    |
| 1981 | 13   | 0    |
| 1982 | 2    | 0    |
| 1983 | 10   | 0    |
| 1984 | 1    | 0    |
| 1985 | 8    | 2    |
| 1986 | 5    | 0    |
| 1987 | 8    | 0    |
| 1988 | 1    | 0    |
| 통산 | 49   | 2    |